# Vratislav Vycpálek
Vratislav Vycpálek, pseudonymy: Aťka, J. Koukal, V. Sázavský, Vratislav, Dr. Vp., (30. července 1892, Rychnov nad Kněžnou – 9. října 1962, Praha) byl český hudební vědec, skladatel a folklorista.

## Život
Byl synem známého sběratele lidových písní Josefa Vycpálka (1842–1922) a bratrem člena opery Národního divadla Lubora Vycpálka (1898–1972). Hudební skladatel Ladislav Vycpálek byl jeho bratrancem. Maturoval na gymnáziu v Táboře. Vstoupil na Filozofickou fakultu Univerzity Karlovy v Praze, kde studoval učitelské obory zeměpis a dějepis. Vedle toho studoval i hudební vědu u prof. Zdeňka Nejedlého a sborový zpěv na pedagogickém oddělení Pražské konzervatoře. Doktorát filosofie získal v roce 1929 obhajobou disertační práce Jan Malát, český hudební pedagog a skladatel, kterou později značně rozšířil a vydal i tiskem.
Od roku 1920 učil na obchodní akademii v Praze-Karlíně a dalších pražských středních školách. Aktivně se hudbě věnoval zejména jako sborový zpěvák. Byl členem pražského Hlaholu a Filharmonického sboru. Hudebně-vědeckými články, referáty a kritikami přispíval do denního tisku (Právo lidu, Ranní noviny), do týdeníku Signál i do odborných hudebních a folkloristických časopisů. V letech 1927–1930 byl redaktorem časopisu Česká hudba. Byl činný v hudebním odboru Masarykova lidového ústavu a spolupracoval i se Svazem dělnických pěveckých jednot. Jeho blízkou spolupracovnicí se stala jeho manželka, dcera filologa a překladatele Otmara Vaňorného, rovněž rodačka z Rychnova nad Kněžnou.
V roce 1934 navštívil Sovětský svaz. Své poznatky publikoval v knize Země mladých. Pro své levicové zaměření byl za války dán do předčasného důchodu. Zabýval se sběrem lidových písní a angažoval se v propagaci folklóru. Po válce se vrátil na karlínskou obchodní akademii a nějaký čas učil i na pražské konzervatoři a na Pedagogické fakultě Univerzity Karlovy. Působil také jako poradce Vycpálkova souboru písní a tanců. Za svou činnost byl v roce 1953 vyznamenán Smetanovou cenou hlavního města Prahy.
Vratislav Vycpálek i jeho otec Josef Vycpálek a bratr Lubor Vycpálek jsou pohřbeni na hřbitově v Choceradech.

## Dílo

### Hudební dílo
- Hledám tě, píseň s klavírem
- Sbory a mezihra do Goethova Fausta (1913)
- Dvě koledy, 3 hlasy a varhany (1914)
- Capartům, cyklus dětských písní (1940)
- Diptych (písně na slova Josefa Hory, 1945)
- Tři motivy Jana Nerudy pro bas a klavír (Zimní, Jarní, Uličnický, 1943)
- Srdce a mračna, 3 písně na S. K. Neumanna (1945)
- Ukolébavka nezrozenému, komorní kantáta pro ženský sbor, violu a klavír (1946)
- Zrod svobody, melodram s klavírem (1946)
- Zem, z níž jsme vyšli, mužský sbor se sóly (slova Josef Hora, 1946)
- Chalupnické písně (1949)
- V libeňské továrně, pro taneční kolektiv (1950)
- Krakonoš (scénická hudba, 1950)
- Mír světel, dětský sbor (1950)
- Zdravice Rudé armádě, unisono s klavírem (slova Marie Pujmanová, 1951)
- Zrození Lenina (slova Stěpan Petrovič Ščipačov, 1951)
- Len vzlietni, holubice mieru! (1951)
- Medvědářův bubínek, scénická hudba (1951)
- Tři písně z Ohlasu písní ruských (slova František Ladislav Čelakovský, 1952)
- Na slunci (slova Karel Václav Rais, 1953)
- Duma o vodě, ženský sbor se sólem a klavír (, 1953)
- Dva žertovné mužské sbory (slova Jan Neruda, 1954)
- Ouvertura a scénická hudba ke hře Naši furianti (Ladislav Stroupežnický, 1955)
- Fidlovačka-polka (zpívané trio, na vlastní text 1955)
- Smrt Domiciánova (melodram na slova Petra Bezruče, 1955)
- Heslo J. K. Tyla (sbor, 1956)

### Literární dílo
- Prvé období Dvořákova tvoření (Věstník pěvecký a hudební 1916)
- Její pastorkyňa (Česká hudba 1916)
- František Pivoda (Česká hudba 1928)
- Otakar Ostrčil (Česká hudba 1929)
- Bibliografie českých lidových písní (Česká hudba 1929/30)
- Wagner a Brahms (Česká hudba 1933)
- Země mladých (1935)
- Soupis tištěných sbírek a úprav našich lidových písní (Hudba a národ, 1940)
- Lidová píseň a národní ráz v hudbě (Hudební výchova 1940)
- Krásnohorská a Smetana (Eva 1940)
- Jan Malát a Antonín Dvořák (Věstník pěvecký a hudební 1941)
- Malát a Sládek (Týden, Nový Bydžov)
- Obroda lidových tanců (Lidová kultura I, 1945)
- Z českých tanců (rozbory mateníků, Český lid I, 1946 a II, 1947)
- Tance z Čech (České lidové tance, 1950)
- Neznámá báseň Svatopluka Čecha (k Janáčkově Naši písni, Hudební rozhledy1954)
- Z dějin furianta (Československá ethnografie 1956)
- Petr Bezruč, Svatopluk Čech, František Ladislav Čelakovský, Josef Hora, Jan Neruda a Stanislav Kostka Neumann (získalo cenu soutěže SČS a ČHF o cenu O. Hostinského 1956).
- Náš devadesátník (Ludvík Kuba, Český lid 1953)
- Autor Slovanstva ve svých zpěvech (Hudební rozhledy, 1953)
- Dvořákova „Špacírka“ (Hudební rozhledy 1957)